# Behind the Wheel
Behind the Wheel, è un singolo del gruppo musicale britannico Depeche Mode, pubblicato il 28 dicembre 1987 come terzo estratto dal sesto album in studio Music for the Masses.

## Video musicale
Il video è stato diretto da Anton Corbijn ed è stato girato eccezionalmente in Italia, precisamente nel lungo lago di Arona. Rimasto appiedato, con un trattore che gli porta via la sua Isetta, Gahan viene raggiunto da una donna in Vespa (probabilmente, una citazione del film Vacanze romane), su cui sale dopo aver buttato via delle stampelle. Dopo un giro sulla Vespa, raggiungono un caffè con un albergo, dove alla fine avranno un rapporto sessuale (si può vedere anche l'allusione sessuale all'uscita del numero 69 nella ruota). Il video si conclude con un ballo molto passionale. Probabilmente, il video è una continuazione di Never Let Me Down Again, dato che l'auto - una Isetta - e l'ambientazione iniziali oltre che l'abbigliamento di Dave Gahan, sono praticamente gli stessi.
Uno spezzone è presente in un altro video del gruppo: quello del brano Martyr.

## Tracce
1. Behind the Wheel (Remix) – 3:58 (Martin Lee Gore)
2. Route 66 (Single Version, Nat King Cole cover) – 4:08 (Bobby Troup)

## Classifiche
| Classifica (1988)                 | Posizione massima |
| --------------------------------- | ----------------- |
| Finlandia                         | 15                |
| Francia                           | 21                |
| Germania                          | 6                 |
| Irlanda                           | 16                |
| Italia                            | 41                |
| Regno Unito                       | 21                |
| Spagna                            | 19                |
| Stati Uniti                       | 61                |
| Stati Uniti (dance club)          | 3                 |
| Stati Uniti (dance singles sales) | 10                |
| Svezia                            | 10                |
| Svizzera                          | 6                 |

## Riconoscimenti
- Spin - "100 Greatest Singles of All Time" (30º posto)